# Kellelo Justina Masafo-Guni
Kellelo Justina Mafoso-Guni, née le 8 décembre 1945 à Hlotse (Lesotho), est une ancienne juge de la Cour africaine des droits de l'homme et des peuples et de la Haute Cour du Lesotho, où elle a été la première femme de la Cour.

## Jeunesse et éducation
Mafoso-Guni est née à Hlotse le 8 décembre 1945. Elle a étudié le droit à l'Université du Lesotho et à l'Université d'Edimbourg.

## Carrière
Mafoso-Guni a été nommée procureure de la Couronne au Lesotho en 1970. Elle a ensuite déménagé au Royaume-Uni où a travaillé dans la fonction publique pendant douze ans. Elle est revenue en Afrique et a été nommée magistrate au Zimbabwe le 28 septembre 1980, la première femme nommée au banc ,. Elle a servi là pendant douze ans . D'autres sources ont déclaré à tort que Mavis Gibson était la première femme juge dans l'histoire du Zimbabwe,. Alors que Gibson a servi en tant que juge au Zimbabwe, elle était en fait la première femme juge de la Haute Cour de Namibie.
Mafoso-Guni est retournée au Lesotho et a été nommée à la Haute Cour du Lesotho, encore une fois en tant que première femme juge,. En 2006, elle a été élue parmi les premiers juges de la Cour africaine des droits de l'homme et des peuples pour un mandat de quatre ans,, l'une des deux femmes aux côtés de Sophia Akuffo.

## Publications
- Kelello Guni, « The Problem of Baby-Dumping in Zimbabwe », University of Oslo, Institute of Women's Law, vol. 26,‎ 1990
- Kelello Mafoso-Guni, Report on Parliamentarians Workshop held on 16th November, 1994 : Maseru Sun Cabanas, FIDA, 1994